# Карповка (Мартыновский район)
Ка́рповка — хутор в Мартыновском районе Ростовской области.
Входит в состав Новоселовского сельского поселения.

## Население
| 2010 | 2013 |
| ---- | ---- |
| 96   | ↘95  |

## География
На хуторе имеется одна улица: Карповская.